# Czarnowo-Dąb
Czarnowo-Dąb – wieś w Polsce położona w województwie podlaskim, w powiecie zambrowskim, w gminie Kołaki Kościelne.
W latach 1975–1998 miejscowość administracyjnie należała do województwa łomżyńskiego.
Wierni kościoła rzymskokatolickiego należą do parafii Wniebowzięcia Najświętszej Maryi Panny w Kołakach Kościelnych.

## Historia
Wieś szlachecka położona była w drugiej połowie XVI wieku w powiecie zambrowskim ziemi łomżyńskiej.
W 1827 we wsi 6 domów i 57 mieszkańców. Pod koniec XIX w. miejscowość w Powiecie łomżyńskim, Gmina Zambrowo, Parafia Kołaki. Osad 17, grunty o powierzchni 39 morgów. Tu należy: folwark Czarnowo-Gadowo, Dąb i osada Łętowo-Dąb o powierzchni 17 morgów.
Czarnowo w 1921 roku liczyło 15 domów z przeznaczeniem mieszkalnym i 93 mieszkańców (35 mężczyzn i 58 kobiet). Wszyscy zadeklarowali narodowość polską i wyznanie rzymskokatolickie.

## Współcześnie
W roku 2007 naliczono tu 54 mieszkańców. W miejscowości istnieje sieć wodociągowa, podłączona do ujęcia w Szczodruchach. W styczniu 2011 roku w 10 zabudowaniach mieszkały 54 osoby.

## Zabytki
- krzyż żeliwny z 1887 r.[11]